# ヴァルター・クリスタラー
ヴァルター・クリスタラー（Walter Christaller, 1893年4月21日 - 1969年3月9日）は、ドイツの地理学者・都市学者。当時の経済地理学を批判的に検討し、都市の機能性について論じた中心地理論を樹立した。

## 経歴
ドイツ・シュヴァルツヴァルト地方の小さな町ベルネックで生まれる。父エルトマン・ゴットライヒとその父ヨハン・ゴットリープは聖職者で、母ヘレネは著述家であった。小さい時から地図に興味を持っており、地図に架空の国境を書き込みその人口を集計するなどしていた。
学部生時代はハイデルベルグ大学で経済学を学ぶ。大学は卒業することなく第一次世界大戦に従軍後、1921年に結婚。建築現場や記者として働いた。1929年からエアランゲン大学に入り、経済学・地理学を修得。地理学者ロベルト・グラートマンのもと、経済学的・統計学的な手法に関心を示す。アルフレート・ヴェーバーの『工業立地論』にも触発され、地理的空間にもこうした数学的な理論的な法則性を求めようとしたのが、クリスタラーの地理学の出発点であった。このような姿勢から1933年に『都市の立地と発展』を著す。この著作は、クリスタラーを著名にした中心地理論についてと、その理論を南ドイツの都市において自身が実際に調べ検証した成果の集大成である。
クリスタラーは第一次世界大戦の従軍経験や戦友の影響によって社会主義に傾倒し、共産党員だったこともあり、ナチス政権下でフランスに避難することもあったが、中心地理論がナチス政権に注目されると1940年7月にナチ党員となり、ナチスの国土計画や占領地域の集落再編に関与した。第二次世界大戦後はナチスの協力者として研究者としての職を得られず、これ以降は在野の学者として生活を送る。
こうした数学的な理論的な地理学に対して、当時のドイツの地理学界の反応は芳しくなかった。あまりに数学的な手法であったためである。これが都市地理学の重要な理論であることが認められたのは、アメリカにおいてであった。クリスタラー自身、海外での評価を得る晩年までドイツ地理学のアカデミーの領域から歓迎されることがなく、不遇な扱いであった。しかし中心地理論を発表した以降も、クリスタラーは、自分の理論の応用に熱心に研究を重ね、ベルリンの都市機能についてなど都市空間の機能的な研究に勤しんでいた。70を過ぎた晩年になり、計量革命が起きると、ドイツやアメリカなど各国から評価されるようになった。そして彼の功績は、クリスタラーの没後になってからも、その評価と影響は大きく、現代の計量地理学において重要な人物として認識されている。
1969年に76歳で没。